# Oxamnichina
L'oxamnichina (nella fase sperimentale conosciuta anche con la sigla UK 4271) è un farmaco antielmintico. Viene utilizzato come farmaco di scelta per le forme patologiche da Schistosoma mansoni sudamericane.

## Farmacodinamica
L'oxamnichina è un antielmintico con attività schistosomicida specifica nei confronti dello Schistosoma mansoni. 
La molecola non è efficace verso altri Schistosoma  come lo S. japonicum, S. haematobium o S. mattheei. 
L'oxamnichina provoca, dopo pochi giorni dalla somministrazione, la migrazione dei vermi dai vasi mesenterici verso il fegato. Qui i vermi maschi vengono trattenuti dalla reazione tissutale e muoiono. 
I vermi femmina, sopravvissuti, ritornano indietro verso i vasi mesenterici, ma, ormai disaccoppiati, non possono più depositare le uova e vanno incontro a morte. L'oxamnichina possiede una debole attività anticolinergica (evidenziabile dalla stimolazione dell'attività motoria del S. mansoni) e può indurre, anche se raramente, resistenza (i pazienti resistenti al farmaco rispondono al praziquantel).
Si ritiene inoltre che oxamnichina possa esercitare la sua attività alchilando le macromolecole degli schistosomi sensibili.

## Farmacocinetica
Dopo somministrazione per via orale, l'oxamnichina viene rapidamente assorbita dal tratto gastrointestinale. La concentrazione plasmatica massima (Cmax) viene raggiunta a distanza di circa 1-3 ore dall'assunzione. La presenza di cibo nello stomaco e nell'intestino tenue ritarda l'assorbimento del farmaco e può ridurne le concentrazioni plasmatiche. L'oxamnichina ha un'emivita variabile tra 1 e 2,5 ore. Nell'organismo il composto viene ampiamente metabolizzata nel fegato a composti inattivi (di cui il principale è il derivato 6-carbossilico) che vengono escreti nelle urine. Circa il 70% di farmaco è eliminato come derivato 6-carbossilico in 12 ore insieme a tracce di derivato 2-carbossilico.

## Tossicologia
Studi sperimentali negli animali (topo) hanno messo in evidenza valori della DL50 pari a 1400 mg/kg peso corporeo, quando somministrato per os, e  superiore a 2000 mg/kg, quando somministrato per via intramuscolare. Studi di tossicità acuta nei ratti hanno evidenziato che i ratti femmina sono più sensibili dei ratti maschi. Questa peculiarità si riflette nei valori delle DL50 che sono, dopo somministrazione orale, di 300 mg/kg per il ratto maschio e di 30–40 mg/kg per il ratto femmina.

## Usi clinici
L'oxamnichina è indicata nelle infezioni di tipo acuto, subacuto e cronico da Schistosoma mansoni. I clinici hanno trattato tutti gli stadi dell'infezione con risultati buoni ed uniformi.

## Effetti collaterali e indesiderati
In seguito a somministrazione orale l'oxamnichina causa, nel 30% dei casi trattati, vertigini che possono essere associate o meno a sedazione. L'effetto si manifesta 3 ore dopo l'assunzione del composto e perdura fino a 6 ore. 
Altri effetti collaterali che ricorrono con relativa frequenza sono: cefalea, nausea, vomito e diarrea. 
Sono state descritte reazioni di tipo allergico quali orticaria, rash cutaneo spesso associato a prurito e febbre. 
In alcuni pazienti è stato osservato un incremento transitorio degli enzimi epatici (particolarmente AST ed ALT) ed in altri, con precedenti di disturbi convulsivi, si sono manifestate convulsioni epilettiche. 
In rari casi il farmaco può provocare allucinazioni ed eccitazione del sistema nervoso centrale (SNC) con alterazioni dell'elettroencefalogramma oppure aritmie cardiache.
In seguito a trattamento con oxamnichina le urine si possono colorare di rosso per la presenza di metaboliti colorati.
La via di somministrazione intramuscolare è stata abbandonata in quanto causava dolore acuto a livello del sito d'iniezione.

## Controindicazioni
Il farmaco è controindicato nei soggetti con ipersensibilità nota al principio attivo, a sostanze chimicamente correlate oppure ad uno qualsiasi degli eccipienti utilizzati nella formulazione farmacologica. 
È inoltre controindicata nei pazienti epilettici e deve essere utilizzata con cautela in quelli con precedenti di qualsiasi forma di epilessia: il paziente  deve essere monitorato per almeno 48 ore dall'inizio del trattamento. Il farmaco è inoltre controindicato durante le prime 16 settimane di gravidanza, nelle donne che allattano al seno e nei neonati. L'oxamnichina può causare sonnolenza e per questo i pazienti trattati non dovrebbero svolgere attività che richiedono attenzione e concentrazione (ad esempio la guida di autoveicoli).

## Dosi terapeutiche
L'oxamnichina viene somministrata per via orale, preferibilmente a stomaco pieno. 
Il dosaggio da utilizzarsi è in relazione con l'area geografica dove ha avuto luogo l'infezione.
La dose totale varia da 15 mg/kg  peso corporeo (per aree del Sud America e dell'Africa occidentale) in somministrazione singola, a 30–40 mg/kg (per aeree dell'Africa orientale) e 60 mg/kg (Africa meridionale e settentrionale) in 2-3 giorni.

## Sovradosaggio
È stato esaminato un caso di intossicazione acuta in un maschio adulto che aveva ingerito 25 capsule di oxamnichina, per un dosaggio complessivo pari a 6,25 g. 
Il soggetto manifestò la comparsa di vertigini a distanza di circa 30 minuti dall'ingestione e di convulsioni generalizzate. Rimase, inoltre, in stato semicomatoso per 12 ore durante le quali si verificarono episodi di vomito. Il soggetto fu dimesso dall'ospedale 48 ore dopo il ricovero senza che gli siano state riscontrate alterazioni neurologiche o epatiche.
In ogni caso il trattamento del sovradosaggio, fortuito o volontario, prevede l'emesi o la lavanda gastrica e terapie di supporto sintomatiche e delle funzioni vitali.

## Stereochimica
L'ossamniquina contiene uno stereocentro e consiste di due enantiomeri. Si utilizza come racemo, cioè una miscela in rapporto 1:1 delle forme ( R ) e ( S ):
| Enantiomeri di oxamniquina | Enantiomeri di oxamniquina |
| -------------------------- | -------------------------- |
| (R)-Forma                  | (S)-Forma                  |